# Acide stéaridonique
L’acide stéaridonique (SDA) est un acide gras polyinsaturé oméga-3 parfois également appelé acide moroctique et correspondant à l'acide tout-cis-Δ6,9,12,15 18:4. Il est biosynthétisé à partir de l'acide α-linolénique sous l'action de la delta-6-désaturase. Les sources naturelles de cet acide gras essentiel sont l'huile de graines de chanvre, de groseillier noir ou encore de spiruline, une cyanobactérie.